# Mekong

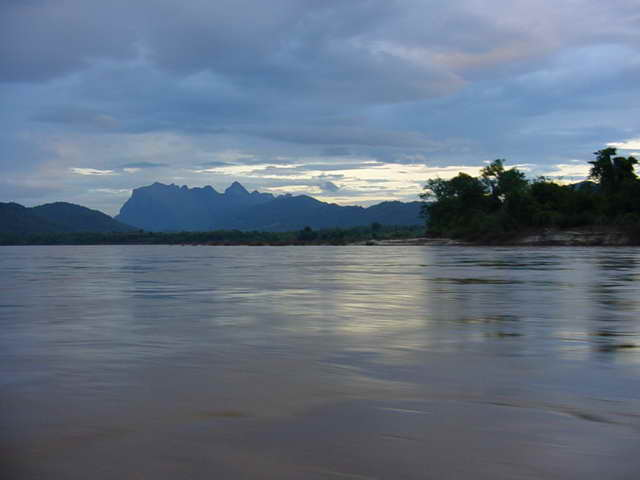
El riu Mekong al seu pas per Luang Prabang prop de la frontera amb Tailàndia

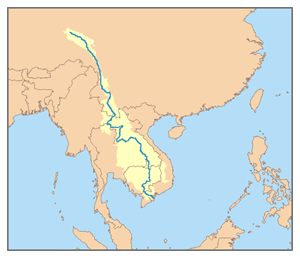
El curs i la conca del Mekong

Mekong és un riu a l'Àsia Sud-oriental. Rep el nom de la contracció de les paraules tailandeses Mae Nam Khong. Si bé aquesta és la denominació més coneguda, cal tenir en compte que a cadascun dels països que travessa rep un nom diferent: Lancang a la Xina, Ménom Khong a Laos, Me Naam Khong a Tailàndia i Mékōngk o Tonle a Cambodja.
És el dotzè riu més llarg del món i el tercer més llarg d'Àsia. La seva longitud estimada és de 4350 km, i drena una àrea de 795.000 km², descarregant 475 km3 d'aigua anualment.
Des de l'Altiplà del Tibet el riu travessa la Xina, Myanmar, Laos, Tailàndia, Cambodja i Vietnam. Les variacions estacionals extremes del cabal i la presència de ràpids i cascades al Mekong dificulten la navegació. Tot i així, el riu és una ruta comercial important entre l'oest de la Xina i el sud-est asiàtic.

## Noms
El Mekong s'anomenava originalment Mae Nam Khong d'una forma contractada de Tai escurçada a Mae Khong.En tailandès i laosiano, Mae Nam ("Mare de l'aigua[s]") s'utilitza per als grans rius i Khong és el nom propi conegut com a "riu Khong". Tanmateix, Khong és una paraula arcaica que significa "riu", prestada de llengües austroasiàtiques, com el vietnamita sông (de * krong) i Mon kruŋ "riu", que va portar al xinès江la pronunciació del xinés antic s'ha reconstruït com /*kˤroŋ/ i que va servir durant molt de temps com a nom propi del Iang-Tsé abans de convertir-se en una paraula genèrica per als rius principals. Per als primers comerciants europeus, el riu Mekong també era conegut com a riu Mekon, riu May-Kiang i riu Cambodja.
Els noms locals del riu inclouen:
1. Des de Tai:
  - tailandès แม่น้ำโขง, , o simplement ' แม่โขง '[mɛ̂ː kʰǒːŋ].
  - Lao, , ນ້ຳຂອງ .
  - Tai Lue:น้ำแม่ของ [nâːm mɛː kʰɔ̌ːŋ],น้ำของ [nâːm kʰɔ̌ːŋ].
  - llengua khmer: មេគង្គ Mékôngk, ទន្លេមេគង្គ Tônlé Mékôngk .
  - Burmese, IPA: [mɛ́ɡàʊɰ̃ mjɪ̰ʔ].
  - Shan o ၼမ်ႉမႄႈၶွင် .
  - xinès:xinès: 湄公河 .
  - vietnamita Sông Mê Kông (IPA: [ʂə̄wŋm mē kə̄wŋm]).

1. Altres:
  - vietnamita Sông Cửu Long, (九龍Riu dels Nou Dracs).
  - llengua khmer: ទន្លេធំ Tônlé Thum (lit. "Gran riu" o "Gran riu").
  - Khmuic: [ŏ̞m̥ kʰrɔːŋ̊], ' ŏ̞m̥ ' significa 'riu' o 'aigua', aquí vol dir 'riu', ' kʰrɔːŋ̊ ' significa 'canal'. Així que ' ŏ̞m̥ kʰrɔːŋ̊ ' significa 'riu canal'. A l'antiguitat els Khmuic l'anomenaven ' [ŏ̞m̥ kʰrɔːŋ̊ ɲă̞k̥] 'o ' [ŏ̞m̥ kʰrɔːŋ̊ ɟru̞ːʔ] ' que significa 'riu canal gegant' o 'riu canal profund’ respectivament.

## Geologia
Els patrons de drenatge intern del Mekong són inusuals en comparació amb els d'altres grans rius. La majoria dels grans sistemes fluvials que drenen l'interior dels continents, com l'Amazones, el Congo i el Mississipi, tenen xarxes d'afluents dendrítiques relativament simples que s'assemblen a un arbre ramificat.
Normalment, aquests patrons es desenvolupen en conques amb pendents suaus on l'estructura geològica subjacent és força homogènia i estable, exercint poc o cap control sobre la morfologia dels rius. En marcat contrast, les xarxes d'afluents del Salween, el Yangtze, i particularment el Mekong, són complexes amb diferents subconques que sovint presenten patrons de drenatge diferents. Aquests complexos sistemes de drenatge s'han desenvolupat en un entorn on l'estructura geològica subjacent és heterogènia i activa, i és el principal factor que controla el curs dels rius i els paisatges que tallen.
L'elevació de l'altiplà del Tibet durant el període terciari va ser un factor important en la gènesi del monsó del sud-oest, que és el control climàtic dominant que influeix en la hidrologia de la conca del Mekong. Per tant, comprendre la naturalesa i el moment de l'elevació del Tibet (i de les terres altes centrals del Vietnam) ajuda a explicar la procedència dels sediments que arriben al delta i al Gran Llac Tonlé Sap avui. Els estudis sobre la procedència dels sediments al delta del Mekong revelen un canvi important en la font dels sediments fa uns vuit milions d'anys (Ma). Dels 36 als 8 Ma el gruix (76%) dels sediments dipositats al delta provenien de l'erosió del llit de roca a la zona dels Tres Rius. Des dels 8 Ma fins a l'actualitat, però, l'aportació de la Zona dels Tres Rius va baixar fins al 40%, mentre que la de l’Alta Central va passar de l'11 al 51%. Una de les conclusions més sorprenents dels estudis de procedència és la petita contribució de sediments d'altres parts de la conca del Mekong, en particular l'altiplà de Khorat, les terres altes del nord de Laos i el nord de Tailàndia i les serralades al sud de la zona dels Tres Rius.
L'últim període glacial va acabar sobtadament fa uns 19.000 anys quan el nivell del mar va augmentar ràpidament, arribant a un màxim d'uns 4,5 m per sobre dels nivells actuals a l'Holocè primerenc uns 8.000 anys. En aquest moment, la línia de costa del Mar de la Xina Meridional gairebé arribava a Phnom Penh i els nuclis recuperats de prop d'Angkor Borei contenien sediments dipositats sota la influència de les marees i dipòsits de pantans salats i manglars. Els sediments dipositats al Gran Llac Tonlé Sap en aquesta època (7.900–7.300 anys) també mostren indicis d'influència marina, cosa que suggereix una connexió amb el mar de la Xina Meridional. Tot i que les relacions hidràuliques entre els sistemes del Mekong i el Gran Llac Tonlé Sap durant l'Holocè no s'entenen bé, és evident que fa entre 9.000 i 7.500 anys la confluència del Tonle Sap i el Mekong es trobava a prop del mar de la Xina Meridional.
La morfologia actual del riu del delta del Mekong es va desenvolupar durant els darrers 6.000 anys. Durant aquest període, el delta va avançar 200 km sobre la plataforma continental del mar de la Xina Meridional, amb una superfície de més de 62.500 km². De 5.300 a 3.500 anys, el delta va avançar a través d'un ampli embarrat format entre els terrenys més alts prop de la frontera amb Cambodja i les terres altes al nord de Ciutat Ho Chi Minh. Durant aquesta fase del seu desenvolupament, el delta es va protegir de l'acció de les ones dels corrents de la costa llarga i es va construir en gran part mitjançant processos fluvials i de marea. En aquell moment, el delta avançava a una velocitat de 17-18 m per any. Després de 3.500 anys, però, el delta s'havia construït més enllà de la badia i va quedar subjecte a l'acció de les ones i als corrents marins. Aquests dipòsits van desviar cap al sud-est en direcció a la península de Cà Mau, que és un dels trets més recents del delta.
Durant gran part del seu recorregut, el Mekong flueix a través de canals de roca del llit, és a dir, canals que estan confinats o limitats per roques o al·luvions antics al llit i les ribes del riu. Les característiques geomorfològiques normalment associades amb els trams al·luvials dels rius madurs, com ara meandres, llacs oxbow, talls i extenses planes inundables es restringeixen a un curt tram del corrent principal al voltant de Vientiane i aigües avall de Kratie, on el riu desenvolupa canals al·luvials lliures de control que exerceix la roca base subjacent.
La conca del Mekong no es considera normalment una àrea sísmicament activa, ja que gran part de la conca es troba sota el bloc continental relativament estable. No obstant això, les parts de la conca al nord de Laos, el nord de Tailàndia, Myanmar i la Xina experimenten freqüents terratrèmols. La magnitud d'aquests terratrèmols rarament supera els 6,5 en l'Escala de Richter i és poc probable que causin danys materials.

## Història

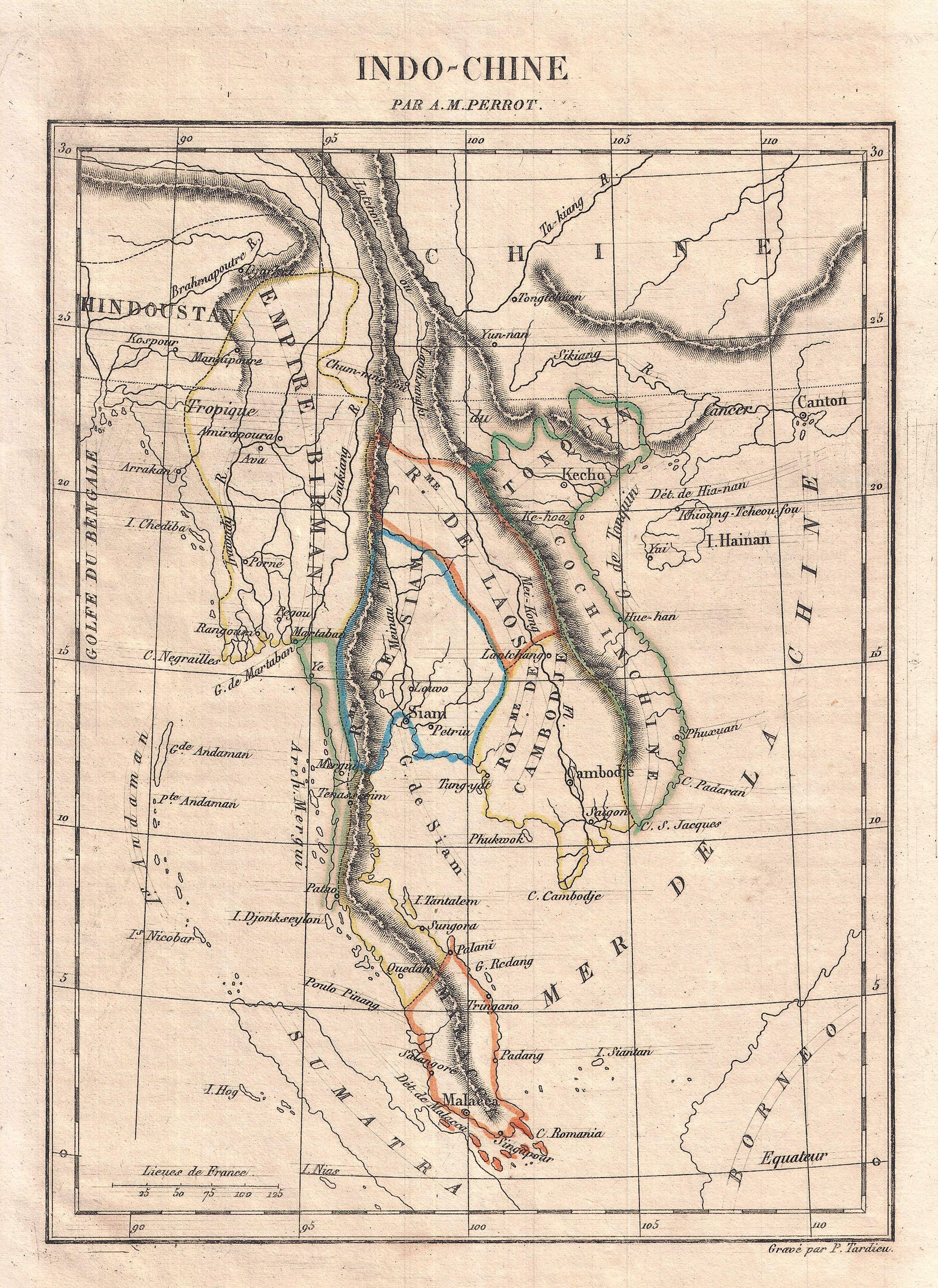
Mapa del que mostra el riu Mekong com el riu "Mei-Kong".

La dificultat de navegar pel riu ha fet que hagi dividit, més que unit, la gent que hi viu a prop. Els primers assentaments coneguts daten de l'any 210 aC, i Ban Chiang és un excel·lent exemple de la cultura primerenca de l'Edat del Ferro. La civilització més antiga registrada va ser la cultura khmer indianitzada del segle I de Funan, al delta del Mekong. Les excavacions a Oc Eo, prop de l'actual An Giang, han trobat monedes de tan lluny com l'Imperi Romà. Això va ser succeït per l'estat de Chenla de la cultura Khmers al voltant del segle V. L'Imperi Khmer d'Angkor va ser l'últim gran estat indianitzat de la regió. Des de l'època de la caiguda de l'Imperi Khmer, el Mekong va ser la primera línia entre els estats emergents de Siam i Tonkin (Vietnam del Nord), amb Laos i Cambodja, aleshores a la costa, dividits entre la seva influència.
El primer europeu que es va trobar amb el Mekong va ser el portuguès António de Faria el 1540. Un mapa europeu de 1563 representa el riu, tot i que fins i tot aleshores es coneixia poc del riu aigües amunt del delta. L'interès europeu va ser esporàdic: els espanyols i els portuguesos van muntar algunes expedicions missioneres i comercials, mentre que l'holandès Gerrit van Wuysthoff va dirigir una expedició riu amunt fins a Vientiane el 1641–42.
Els francesos van envair la regió a mitjans del segle xix, capturant Saigon el 1861 i establint un protectorat sobre Cambodja el 1863.

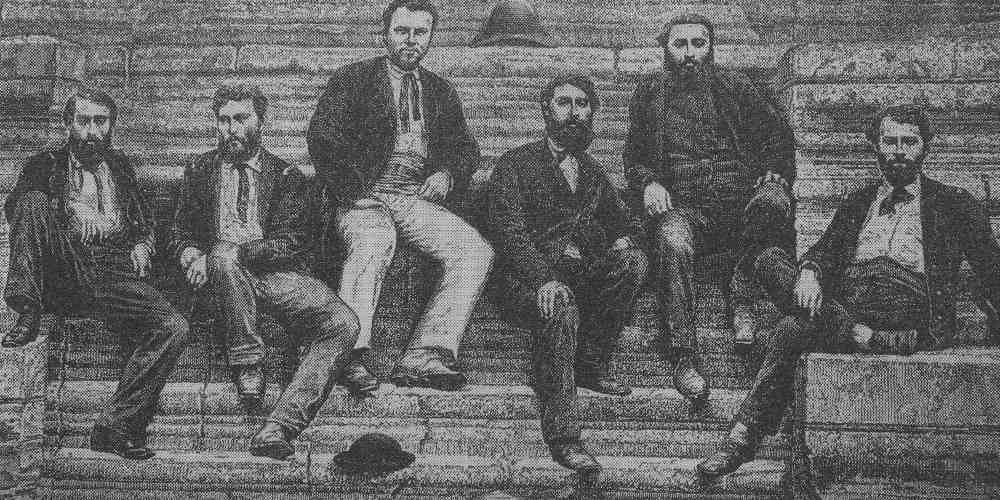
Membres de l’expedició del Mekong de 1866–1868

La primera exploració sistemàtica europea va començar amb l’expedició francesa al Mekong dirigida per Ernest Doudard de Lagrée i Francis Garnier, que va ascendir pel riu des de la seva desembocadura fins a Yunnan entre 1866 i 1868. El seu principal descobriment va ser que el Mekong tenia massa cascades i ràpids per ser útils per a la navegació. La font del riu va ser trobada per Pyotr Kuzmich Kozlov l'any 1900.
A partir de 1893, els francesos van estendre el seu control del riu a Laos, establint la Indoxina francesa a la primera dècada del segle xx. Això va durar fins que la Primera i Segona Guerra d'Indoxina van expulsar els francesos de la seva antiga colònia i van derrotar els governs que tenien els suport dels EUA.
Durant les guerres d'Indoxina a la dècada de 1970, una quantitat important d'explosius (de vegades, barcasses senceres carregades amb artilleria militar) es va enfonsar a la secció camboyana del Mekong (així com a les altres vies fluvials del país). A més de ser un perill per als pescadors, les municions sense explotar també creen problemes per a la construcció de ponts i sistemes de reg. A partir del 2013, els voluntaris cambodjans estan sent entrenats, amb el suport de l'Oficina de Retirada i Reducció d'Armes de l'Oficina d’Afers Polítics i Militars del Departament d'Estat dels EUA, per dur a terme l'eliminació d'explosius submarins.
El 1995, Laos, Tailàndia, Cambodja i Vietnam van establir la Comissió del riu Mekong (MRC) per gestionar i coordinar l'ús i la cura del Mekong. El 1996, la Xina i Myanmar es van convertir en "socis de diàleg" del MRC i els sis països ara treballen junts en un marc cooperatiu. L'any 2000, els governs de la Xina, Laos, Tailàndia i Myanmar van signar un Acord sobre la navegació comercial pel riu Lancang-Mekong entre els governs de la República Popular de la Xina, la República Democràtica Popular de Laos, la Unió de Myanmar i el Regne de Tailàndia que és el mecanisme de cooperació pel que fa al comerç fluvial als trams superiors del Mekong.

## Geografia
El riu Mekong neix a l'Himàlaia i mor al Mar de la Xina Meridional. Amb 4.350 (o 4.180) quilòmetres és el riu més llarg del sud-est asiàtic.
El curs superior del riu, que transcorre per terres xineses, és salvatge. Com que ha de salvar un desnivell de 4.500 metres, hi ha salts d'aigua, pendents molt pronunciats, ràpids i gorges profundes.
La segona meitat del recorregut del riu ja és més tranquil, perquè només li cal baixar 500 metres. En aquest trajecte el riu fa de frontera entre Myanmar i Laos, i també entre Laos i Tailàndia. En aquest tram el riu també forma ràpids quan passa per Cambodja i salts d'aigua a Laos: el cabal que es precipita en aquestes cascades, conegudes amb el nom de cascades de Khone, és superior a qualsevol altre salt d'aigua del món. Quan arriba al Vietnam el riu es divideix en nou braços amb múltiples ramificacions, per la qual cosa forma un delta amb una extensió de 40.000 km² i uns 320 quilòmetres de canals navegables, que rep el nom de Delta del Mekong.
El desembre de 2016 el gabinet tailandès del primer ministre Prayut Chan-o-cha acordà un pla per dragar trams del Mekong i enderrocar afloraments rocosos que dificulten la navegació. El pla de millora de la navegació del riu Lancang-Mekong es va programar per al període 2015-2025, i era una col·laboració de la Xina, Myanmar, Laos i Tailàndia. Així el projecte tenia com a objectiu fer el riu sigui més navegable per als vaixells de càrrega de 500 tones que travessen el riu des de Yunnan fins a Luang Prabang, a una distància de 890 quilòmetres.

## Economia de la regió
El Mekong és fonamental per a l'economia del sud-est asiàtic, perquè proporciona aliment a uns cent milions de persones. Els immensos arrossars de la regió, enriquits pel llim que porta el riu, permeten fer tres collites l'any. No és estrany, doncs, que Tailàndia i el Vietnam siguin els majors productors mundials d'arròs. A més del cultiu, la pesca també és una activitat important. Cada any es capturen 1.300.000 tones de peix, entre els quals es troben el panga i un peix gat gegant, que està en perill d'extinció a causa de la sobreexplotació.
L'activitat humana que es desenvolupa als marges del riu és molt destacable. Pel riu hi transiten tota mena d'embarcacions, des de transbordadors amb passatgers fins a vaixells de mercaderies.
Al llarg del Mekong hi ha ciutats rellevants, com la capital de Laos, Vientiane, que des de fa més de mil anys és famosa pels canals, les pagodes i les cases construïdes sobre pilons de fusta. Una altra ciutat important històricament és Luang Prabang, que primer va ser capital de l'estat tai-laosià i després va ser capital del regne de Laos fins a l'època colonial francesa. Phnom Penh, la capital de Cambodja, també està a la vora del Mekong.
El 1995, Laos, Tailàndia, Cambodja i Vietnam van establir la Comissió del riu Mekong (MRC) per gestionar i coordinar l'ús i la cura del Mekong. El 1996, la Xina i Myanmar es van convertir en "socis de diàleg" del MRC i els sis països ara treballen junts en un marc cooperatiu. L'any 2000, els governs de la Xina, Laos, Tailàndia i Myanmar van signar un Acord sobre la navegació comercial pel riu Lancang-Mekong entre els governs de la República Popular de la Xina, la República Democràtica Popular de Laos, la Unió de Myanmar i el Regne de Tailàndia que és el mecanisme de cooperació pel que fa al comerç fluvial als trams superiors del Mekong.